# Форд Мадокс Браун
Форд Мадокс Браун (на английски: Ford Madox Brown) е английски художник.
Роден е на 16 април 1821 година в Кале, Франция, в изпаднало в бедност семейство от средната класа с шотландски произход. Дядо му е известният лекар Джон Браун, а баща му служи известно време в британския военноморски флот. През втората половина на 30-те години учи рисуване във Фландрия, а след връщането си в Англия става един от известните представители на движението на Прерафаелитите. Работи главно върху морални и исторически сюжети, а през последните години от живота си – върху мащабен проект със стенописи в сградата на общината на Манчестър.
Форд Мадокс Браун умира на 6 октомври 1893 година в Лондон.